# Systems of Romance
Systems of Romance, är det tredje albumet av den brittiska gruppen Ultravox, utgivet 1978. Det blev det sista med sångaren John Foxx. Albumet blev ingen kommersiell framgång när det släpptes men fick stort inflytande som föregångare till 1980-talets synthpop- och new romantic-genrer.

## Låtförteckning
1. "Slow Motion" (Allen, Currie, Foxx, Simon, Cann) – 3:29
2. "I Can't Stay Long" (Currie, Simon, Allen, Cann, Foxx) – 4:16
3. "Someone Else's Clothes" (Foxx, Currie) – 4:25
4. "Blue Light" (Allen, Currie, Foxx, Simon, Cann) – 3:09
5. "Some of Them" (Foxx, Currie) – 2:29
6. "Quiet Men" (Foxx, Currie, Allen) – 4:08
7. "Dislocation" (Currie, Foxx) – 2:55
8. "Maximum Acceleration" (Foxx) – 3:53
9. "When You Walk Through Me" (Foxx, Simon, Currie) – 4:15
10. "Just for a Moment" (Currie, Foxx) – 3:10

Chris Cross låtskrivarbidrag är angedda med hans riktiga efternamn Allen.

## Medverkande
- John Foxx – sång
- Billy Currie – keyboards, violin
- Warren Cann – trummor, rytmmaskin, bakgrundssång
- Chris Cross – basgitarr, synthesizer, bakgrundssång
- Robin Simon – gitarr, bakgrundssång